# Fuzzy, Räuber und Banditen
Fuzzy, Räuber und Banditen ist ein US-amerikanischer Western aus dem Jahr 1947. Der von PRC Pictures produzierte Film ist der erste Teil der Serie um The Cheyenne Kid. Hierzulande ist sein Sidekick Fuzzy die bekanntere Figur.

## Handlung
Cheyenne Davis und sein Freund Fuzzy sind auf dem Weg nach Temecula um sich als Goldsucher zu versuchen. Unterwegs stoßen sie auf eine überfallene Kutsche, dessen verwundeten Fahrer sie versorgen. Die Räuber gehören zur Decker-Bande, die auch Temecula terrorisieren. 
Wegen der gesetzlosen Zustände wollen Jane Hilton und ihr Vater ihr Geschäft schließen und wegziehen. Als sie dem Bandenmitglied Lefty den Verkauf von Munition verweigert, versucht der, sie zu stehlen, wird aber von Cheyenne daran gehindert. Als Lefty seine Taschen leert, kommt Schmuck zum Vorschein, der beim Kutschenüberfall erbeutet wurde. Zusammen mit Sheriff Rand aus der Nachbarstadt Hagerstown nimmt Cheyenne die Decker-Bande in Augenschein.
Lefty versucht, Cheyenne zu erschießen, wird aber von diesem gefangen genommen. Er wird eingesperrt und von Fuzzy bewacht. Nach Tagen verliert Lefty die Nerven. Cheyenne lässt Leftys Pferd frei, das ihn zum Versteck der Bande führen soll. Zudem gibt er Lefty den Schmuck und lässt ihn zu Fuß laufen. So soll Decker glauben, dass Cheyenne die Seiten gewechselt hat. 
Decker und seine Männer treffen im Saloon auf Fuzzy und wollen ihn dazu bringen, sie zu Cheyenne zu führen. Der kommt zusammen mit Sheriff Rand in den Saloon. Er gibt sich als US-Marshall zu erkennen, der dem Sheriff die Ordnungsgewalt über Temecula übergibt. Mit seiner Peitsche entwaffnet er Decker und zwingt Lefty zur Herausgabe des Schmucks. Sheriff Rand verhaftet die Bande, Cheyenne beschließt, mit Jane in Temecula zu bleiben.

## Produktion und Veröffentlichung
Gedreht wurde der Film auf der Iverson Movie Ranch in Chatsworth (Kalifornien) und auf der Movie Ranch von Ray Corrigan im Simi Valley. Louis Diage war der Szenenbildner.
Die Premiere des Films fand am 28. Februar 1947 statt. In der Bundesrepublik Deutschland kam er am 26. Juli 1957 in die Kinos, in Österreich im April 1958. Dabei wurde der im Original 53 Minuten lange Film mit Szenen einer anderen, bislang nicht identifizierten Produktion auf die Kinolaufzeit gebracht.

## Kritiken
Das Lexikon des internationalen Films schrieb: „Western aus dem ‚Lash‘-LaRue-Serial, schematisch wie alle anderen Billigwestern der Produktion und hierzulande in der ‚Fuzzy‘-Serie vermarktet.“